# Diapericera
Diapericera is een geslacht van kevers uit de familie bladkevers (Chrysomelidae).
De wetenschappelijke naam van het geslacht werd in 1848 gepubliceerd door Jean Théodore Lacordaire.

## Soorten
- Diapericera cornellsbergi Erber & Medvedev, 2003
- Diapericera karooensis Erber & Medvedev, 2003